# فان بي. بول
فـان بي. بول (بالإنجليزية: Van B. Poole)‏ هو سياسي أمريكي، ولد في 5 يوليو 1935 في جاكسون في الولايات المتحدة. حزبياً، نشط في الحزب الجمهوري. وقد انتخب عضو مجلس ولاية فلوريدا وانتخب عضو مجلس نواب فلوريدا.